# Zlatograd
Zlatograd (bulharsky Златоград) je město ležící v jižním Bulharsku, v jižní části Rodopů v údolích řeky Vărbici a jejích přítoků, poblíž hranice s Řeckem. Zlatograd, který náleží do Smoljanské oblasti, je správním střediskem stejnojmenné obštiny a má přibližně 6 700 obyvatel.

## Historie
Město se původně nazývalo Belovidovo (Беловидово) a tak je uvedeno ještě v osmanském registru z počátku 18. století. Později neslo název Darıdere. Součástí Bulharska se stalo po první balkánské válce (1912); tehdy zde žilo 320 rodin, z toho 200 křesťanských a 120 muslimských. Skladba obyvatelstva se změnila především v důsledku výměny obyvatel mezi Řeckem a Bulharskem. Současný název nese od roku 1934.

## Obyvatelstvo
K 15. září 2024 ve městě žilo 6 739 obyvatel a bylo zde trvale hlášeno 7 290 obyvatel. Podle sčítání 1. února 2011 bylo národnostní složení následující:
- Bulhaři: 5 185 (98.4 %)
- Turci: 30 (0.6 %)
- ostatní[p 2]: 56 (1.1 %)

## Zajímavosti
- Staré město je památkovou rezervací a nalézá se tu 120 registrovaných stavebních a archeologických památek.
- Zlatograd je nejjižnějším bulharským městem.